# Чемпіонат України з футзалу серед жінок 2002—2003
Чемпіонат України з футзалу серед жінок 2002—2003 — 9-й чемпіонат України, в якому переможцем стала полтавська «Ніка-Педуніверситет» під керівництвом С. Г. Ягодкіна.

## Учасники
Порівняно з попереднім чемпіонатом команд стало більше, а саме 8. Тільки була представлена північна, центральна і західна Україна.
| - «Александрія» (Київ) - «Біличанка» (смт. Коцюбинське, Київська область) - «Львів'янка» (Львів) - «Мінора» (Черкаси) | - «Ніка-Педуніверситет» (Полтава) - «СДЮШОР-19» (Київ) - «СоцТех» (Київ) - «Фортуна-Чексіл» (Чернігів) |

## Регіональний розподіл
| Регіон               | Кіл-ть команд | Команди                        |
| -------------------- | ------------- | ------------------------------ |
| Київ                 | 3             | СоцТех, СДЮШОР-19, Александрія |
| Київська область     | 1             | Біличанка                      |
| Львівська область    | 1             | Львів'янка                     |
| Полтавська область   | 1             | Ніка-Педуніверситет            |
| Черкаська область    | 1             | Мінора                         |
| Чернігівська область | 1             | Фортуна-Чексіл                 |

## Підсумкова таблиця
| М | Команда                       | І  | В  | Н | П  | РМ     | О  |
| - | ----------------------------- | -- | -- | - | -- | ------ | -- |
|   | «Ніка-Педуніверситет» Полтава | 17 | 14 | 2 | 1  | 151−45 | 44 |
|   | «Фортуна-Чексіл» Чернігів     | 17 | 13 | 1 | 3  | 119−44 | 40 |
|   | «Біличанка» Коцюбинське       | 17 | 11 | 1 | 5  | 105−61 | 34 |
| 4 | «СоцТех» Київ                 | 17 | 9  | 2 | 6  | 115−49 | 29 |
| 5 | «Мінора» Черкаси              | 14 | 5  | 0 | 9  | 33−69  | 15 |
| 6 | «СДЮШОР-19» Київ              | 14 | 5  | 0 | 9  | 65−114 | 15 |
| 7 | «Львів'янка» Львів            | 14 | 1  | 1 | 12 | 36−132 | 4  |
| 8 | «Александрія» Київ            | 14 | 0  | 1 | 13 | 22−125 | 1  |